# Emilíana Torrini
Emilíana Torrini Davíðsdóttir (Reykjavik, 16 mei 1977) is een IJslandse zangeres en songschrijver. Ze brak in 1999 door met het album Love in the Time of Science en zong onder meer Gollum's Song uit de aftiteling van de film Lord of the Rings: The Two Towers.

## Biografie
Torrini groeide op in in de IJslandse hoofdstad Reykjavik. Haar vader Davide Torrini is Italiaans en heeft een Italiaans restaurant in Reykjavik. Haar moeder komt uit IJsland. Op haar zevende was ze sopraan bij een koor en op haar vijftiende ging ze bij een operaschool. Haar IJslandse doorbraak was op haar zeventiende. Toen won ze de söngkeppni framhaldsskólanna zangwedstrijd voor scholen met I will survive.

## Werk
Torrini's album Love in the Time of Science (1999) betekende haar internationale doorbraak. Ze schreef daarna Slow voor Kylie Minogue en zong Gollum's Song voor de film Lord of the Rings: The Two Towers, een nummer dat geschreven werd door Fran Walsh. In 2005 volgde het wat melancholische album Fisherman's Woman. Het album is doorweven met de herinneringen aan haar vriend die in 2000 omkwam bij een auto-ongeluk. In september 2008 verscheen Me and Armini, met liedjes in verschillende stijlen en tempo's. In recensies wordt ze vergeleken met Björk (die net als Torrini werkt met ex Sugarcubes-drummer Sigtrigur Baldersson), maar terwijl Björks muziek meestal elektronisch klinkt, is Torrini's muziek doorgaans akoestisch en folk-achtig. Ook wordt Torrini vergeleken met Kate Bush, Tori Amos en Norah Jones.

## Discografie

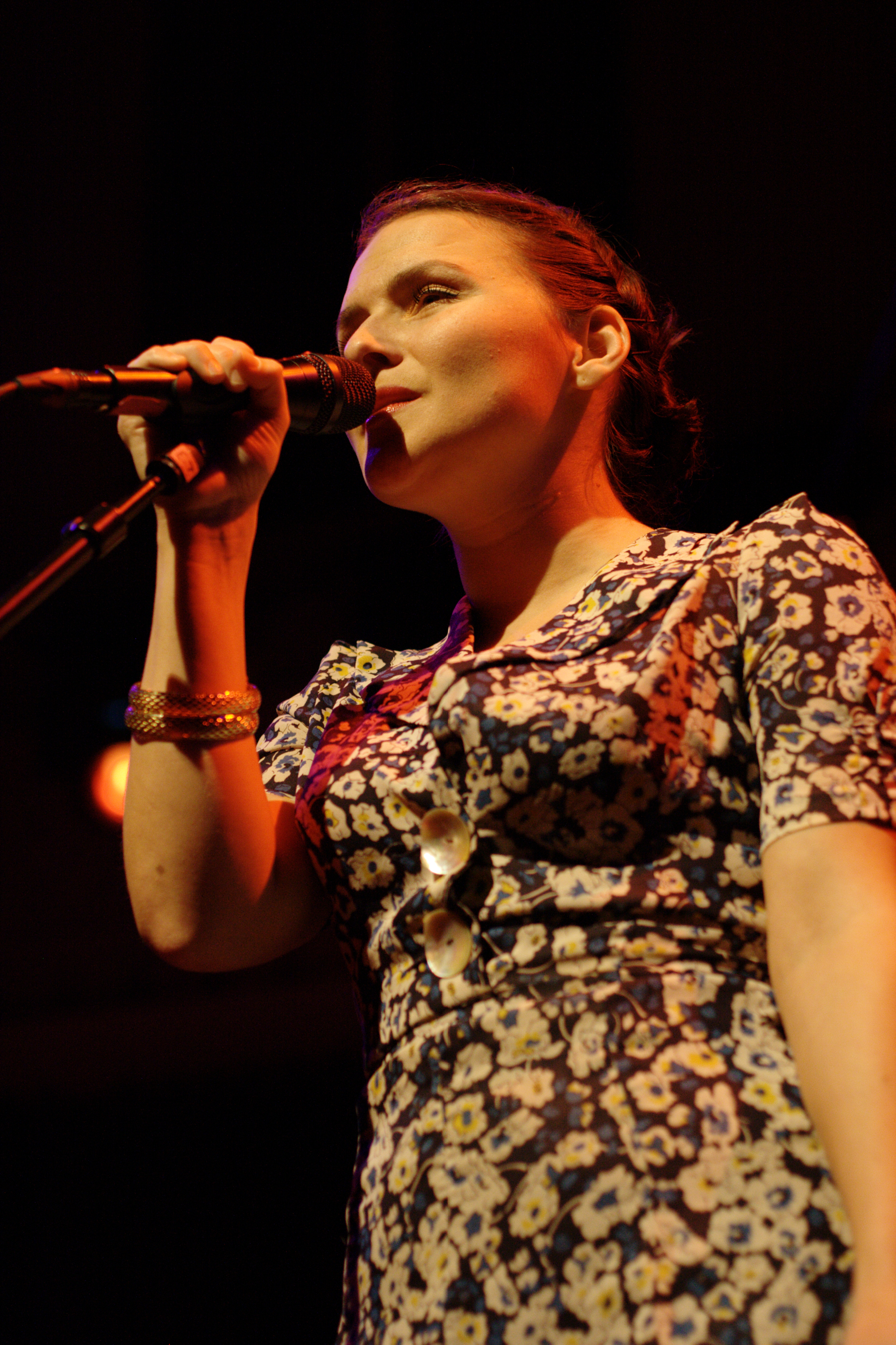
Torrini tijdens een concert in Paradiso, Amsterdam, 2009.

### Albums
- 1994: Spoon
- 1995: Crouçie d'Où Là
- 1996: Merman
- 1999: Love in the Time of Science
- 2005: Fisherman's Woman
- 2008: Me and Armini
- 2013: Tookah

### Singles
- 1999: Baby Blue
- 1999: Dead Things
- 1999: To Be Free
- 2000: Easy
- 2000: Unemployed in Summertime
- 2005: Heartstopper
- 2005: Sunny Road
- 2008: Jungle Drum
- 2013: Speed of Dark

### Samenwerkingen
- 1997: Is Jesus Your Pal? (zang), met GusGus op Polydistortion
- 1997: Why? (zang), met GusGus op Polydistortion
- 2002: Heaven's Gonna Burn Your Eyes (zang), met Thievery Corporation op The Richest Man in Babylon
- 2002: Hold Your Hand (zang), met Paul Oakenfold op Bunkka
- 2002: Until the Morning (zang), met Thievery Corporation op The Richest Man in Babylon
- 2002: Gollum's song (zang), met Howard Shore op The Lord of the Rings: The Two Towers - original soundtrack
- 2015: The Colorist & Emilíana Torrini[1]
- 2016: Nieuwe live bewerkingen van Caterpillar, Blood Red, Serenade, When We Dance, Speed Of Dark, Nightfall, Today Has Been OK, Jungle Drum, Thinking Out Loud, Gun, Bleeder met de Belgische groep The Colorist.

## Hitlijsten

### Albums
| Album met eventuele hitnotering(en) in de Nederlandse Album Top 100 | Datum van verschijnen | Datum van binnenkomst | Hoogste positie | Aantal weken | Opmerkingen |
| ------------------------------------------------------------------- | --------------------- | --------------------- | --------------- | ------------ | ----------- |
| Me and Armini                                                       | 2008                  | 20-09-2008            | 94              | 1            |             |

| Album met hitnotering(en) in de Vlaamse Ultratop 200 albums | Datum van verschijnen | Datum van binnenkomst | Hoogste positie | Aantal weken | Opmerkingen |
| ----------------------------------------------------------- | --------------------- | --------------------- | --------------- | ------------ | ----------- |
| Fisherman's woman                                           | 2005                  | 05-03-2005            | 98              | 1            |             |
| Me and Armini                                               | 2008                  | 20-09-2008            | 56              | 33*          |             |

### Singles
| Single met hitnotering(en) in de Vlaamse Ultratop 50 | Datum van verschijnen | Datum van binnenkomst | Hoogste positie | Aantal weken | Opmerkingen |
| ---------------------------------------------------- | --------------------- | --------------------- | --------------- | ------------ | ----------- |
| Jungle drum                                          | 2009                  | 31-01-2009            | 1(1wk)          | 27           | Goud        |